# Melitaea emicandida
Melitaea emicandida är en fjärilsart som beskrevs av Ruggero Verity 1911. Melitaea emicandida ingår i släktet Melitaea och familjen praktfjärilar. Inga underarter finns listade i Catalogue of Life.